# Ebeleben
Ebeleben – miasto w Niemczech, w kraju związkowym Turyngia w powiecie Kyffhäuser. Leży ok. 13 km na południowy zachód od Sondershausen. Na dzień 31 grudnia 2009 roku liczyło 2 957 mieszkańców.
Miasto pełni funkcję "gminy realizującej" (niem. "erfüllende Gemeinde") dla pięciu gmin wiejskich: Abtsbessingen, Bellstedt, Freienbessingen, Holzsußra, Rockstedt. Do 30 grudnia 2019 pełniło taką samą funkcję dla gminy Thüringenhausen, która dzień później stała się jego dzielnicą (Ortsteil). Do 31 grudnia 2020 miasto pełniło taką samą funkcję również dla gminy Wolferschwenda.

## Współpraca
Miejscowość partnerska:
- Glauburg, Hesja (kontakty utrzymywane przez dzielnicę Allmenhausen)